# Urosigalphus safflavus
Urosigalphus safflavus är en stekelart som beskrevs av Gibson 1974. Urosigalphus safflavus ingår i släktet Urosigalphus och familjen bracksteklar. Inga underarter finns listade i Catalogue of Life.